# Sphenella ruficeps
Sphenella ruficeps är en tvåvingeart som först beskrevs av Macquart 1851.  Sphenella ruficeps ingår i släktet Sphenella och familjen borrflugor. Inga underarter finns listade i Catalogue of Life.